# 1947 au Maroc
Chronologie du Maroc
- 1943
- 1944
- 1945
- 1946
- 1947
- 1948
- 1949
- 1950
- 1951

Cet article présente les faits marquants de l'année 1947 au Maroc ou relatifs au Maroc.

## Événements
- Avril 1947 : violentes émeutes à Casablanca réprimées violemment : plusieurs centaines de morts. Le résident général Labonne est limogé et remplacé en mai par le général Juin[1].
- 10 avril : Discours de Tanger : le sultan Sidi Mohammed (futur Mohammed V) se prononce pour la fin du colonialisme au Maroc et l'émancipation totale du pays.

## Sports
- La Ligue du Maroc de football 1947-1948 est la 33e édition des championnats du Maroc de football.

## Culture
- Mârouf, savetier du Caire est un film marocain réalisé par Jean Mauran, sorti en 1947.
- Symphonie berbère est un court métrage documentaire marocain réalisé en 1947 par André Zwoboda.